# Panurgus perezi
Panurgus perezi là một loài Hymenoptera trong họ Andrenidae. Loài này được Saunders mô tả khoa học năm 1882.